# Harold Martin
Pour les articles homonymes, voir Martin.
Harold Martin [aʁɔld maʁtin]  est un homme politique français, né le 6 avril 1954 à Nouméa (Nouvelle-Calédonie), président du gouvernement de la Nouvelle-Calédonie du 7 août 2007 au 5 juin 2009 et du 3 mars 2011 au 5 juin 2014. Il est également président du Congrès du Territoire (rebaptisé Congrès de la Nouvelle-Calédonie en 1999) du 16 juillet 1997 au 3 juin 1998, du 21 mai 2004 au 31 juillet 2007 et du 22 mai 2009 au 3 mars 2011. Il est également maire de Païta, commune de l'agglomération de Nouméa, de 1995 à 2019. Ancien membre du Rassemblement pour la Calédonie dans la République (RPCR), parti historique de la lutte contre l'indépendance de la Nouvelle-Calédonie, il en a été exclu en 2001 et a contribué à fonder trois ans plus tard l'Avenir ensemble. Il préside ce parti de 2004 à 2008 et de 2010 à 2017, et en a été la tête de liste pour les élections provinciales du 10 mai 2009 en province Sud. Il est condamné en 2020 pour achats de voix lors des élections municipales de 2014.

## Un Caldoche de «Brousse»
Issu d'une des plus vieilles familles d'origine européenne présentes sur le Territoire, Harold Martin (prononcer « Martine ») descend d'un des neveux de James Paddon, commerçant et aventurier originaire du Lincolnshire en Grande-Bretagne, généralement considéré comme le tout premier colon à avoir fait souche en Nouvelle-Calédonie, avant même la prise de possession de l'archipel par la France en 1853.
Diplômé en 1978 en tant que conducteur de travaux spécialité bâtiment de l'École spéciale des travaux publics, du bâtiment et de l'industrie (ESTP), il est gérant de sociétés agricoles et administrateur d'organismes d'élevage. Il a ainsi été président du conseil d'administration de l'Établissement de régulation des prix agricoles (ERPA) en 1991, 1993 et de 1994 à 1995, ainsi que président de l'Office de commercialisation et d'entreposage frigorifique (OCEF) de 1988 à 1999. Il s'est lancé très tôt dans la politique et a longtemps été le « poulain » de Jacques Lafleur.

## Le protégé de Jacques Lafleur
Il fait partie des tout premiers adhérents du Rassemblement pour la Calédonie qui devient rapidement le Rassemblement pour la Calédonie dans la République : membre de ce parti dès sa création en 1977 (il avait alors 23 ans), il est le « protégé » du chef du parti et nouvel homme fort du camp anti-indépendantiste et du Territoire Jacques Lafleur, un ami personnel de son père. Harold Martin devient alors l'un des principaux lieutenants du député dont il organise les campagnes.
Il est élu la première fois à l'Assemblée territoriale, ancêtre du Congrès du Territoire, lors des élections du 18 novembre 1984 :  boycotté par les indépendantistes du FLNKS, ce scrutin est le véritable point de départ des « Évènements » qui opposèrent violemment partisans et opposants de l'indépendance jusqu'en 1988. N'ayant jamais occupé jusque-là de réelles positions politiques d'importance, Harold Martin commence alors son ascension politique : il devient notamment le « lieutenant » pour la « Brousse » de Jacques Lafleur.

## Du lieutenant de la «Brousse» au possible dauphin
De 1984 à 1989, durant toute la période des Évènements, il est président de la commission de l'Économie rurale. Réélu au nouveau Congrès du Territoire ainsi qu'au Conseil de la Région Sud créé par le statut Fabius-Pisani le 29 septembre 1985, il devient, après l'adoption du statut Pons II, président de la Région Ouest le 29 avril 1988 et siège ainsi de fait au Conseil exécutif jusqu'au 11 juin 1989. Après les Accords de Matignon en 1988 et l'adoption du nouveau statut, il est élu sans discontinuer à l'Assemblée de la province Sud et au Congrès.
Dans les années 1990, son statut de « bras droit » de Jacques Lafleur pour la Brousse se confirme, notamment par son arrivée à la tête de l'ERPA et de l'OCEF, et il est élu en 1995 maire de Païta, commune située dans le Grand Nouméa mais essentiellement rurale, en remplacement de son cousin Ronald Martin. Son action dans cette commune de la périphérie du Grand Nouméa a été d'accompagner le phénomène de rurbanisation et d'intégration de plus en plus importante à l'aire urbaine nouméenne. La population de Païta est notamment celle qui croit le plus parmi les quatre communes de l'agglomération depuis les années 1990, passant entre 1996 et 2004 de 7 862 habitants en 1996 (il s'agit de la cinquième municipalité la plus peuplée, derrière les trois autres du Grand Nouméa mais également Lifou) à 12 062 en 2004 (elle est désormais quatrième, et une croissance moyenne par an de 6,7 % sur cette période, quand elle n'est que de 4,2 % à Dumbéa, de 2,5 % à Nouméa et de 2,1 % au Mont-Dore) et à 16 358 en 2009 (avec donc un taux d'évolution annuelle sur 13 ans de 5,8 %, le plus important du Territoire). Harold Martin a alors développé des projets d'aménagements urbains dans un territoire à passé rural : développement de la zone industrielle et artisanale (ZIZA) autour des « Fraisiers de Païta » (créés en 1993) et de la voie express, les lotissements résidentiels de Julisa (600 logements sociaux), Savannah, Val-Boisé, Beauvallon et Naïa (1 200 lots pour ces quatre derniers quartiers), le lancement en 2006 (en partenariat avec la Société immobilière calédonienne SIC, l'organisme chargé de la construction de logements sociaux) de la ZAC d'Ondémia à l'entrée du village-centre (sur 557 ha, prévoyant la réalisation de 6 000 logements dont 2 000 aidés sur 15 à 20 ans) et l'aménagement de ce dernier en véritable « centre-ville » avec des opérations de réhabilitation urbaine ou l'inauguration d'une nouvelle place centrale en 2008. Pour autant, ce développement de l'urbain paraît assez peu maîtrisé, avec un éclatement de l'habitat en plusieurs îlots dispersés ainsi que du fait de l'absence d'intercommunalité et d'alternative à la voiture à l'échelle de l'agglomération. Harold Martin a dans le même temps entretenu la tradition agricole et « broussarde » de Païta, en créant notamment en octobre 1995 la foire commerciale annuelle de la « fête du Bœuf », où sont présentés des productions locales (essentiellement autour de la viande bovine, la spécialité restant les testicules de veau marinées et grillées ou encore le veau entier tourné à la broche) et un rodéo. Se constitue bientôt autour de lui un groupe d'autres jeunes élus de la « Brousse » ou liés au secteur de l'agriculture, dont surtout le maire de La Foa Philippe Gomès ou encore Philippe Michel, qui visent à le soutenir pour prendre la succession de Jacques Lafleur face à Pierre Frogier : la « bande à Harold » devient alors une faction importante du RPCR.
À ses fonctions locales s'ajoutent à la fin des années 1990 de nouvelles responsabilités qui confirment son poids au sein du RPCR : il devient ainsi président du Congrès en remplacement de Pierre Frogier (élu député) du 16 juillet 1997 au 3 juin 1998 avant de devenir président de la Commission permanente et 1er vice-président du Congrès à partir du 3 juin 1998. Il est ensuite au premier plan des négociations qui ont abouti à l'Accord de Nouméa, dont il est l'un des signataires, en 1998. Réélu président de la Commission permanente du Congrès le 23 juillet 1999, il apparaît de plus en plus comme un dauphin potentiel de Jacques Lafleur, avec le député-maire du Mont-Dore Pierre Frogier. En effet, plus que jamais auparavant, il est le porte-parole de Jacques Lafleur et de la campagne du RPCR lors des provinciales de 1999, et est notamment alors particulièrement acerbe à l'encontre de Didier Leroux, chef d'un parti anti-indépendantiste mais aussi anti-Lafleur, ou envers l'autre figure des anti-indépendantistes de Brousse, le maire de Koumac Robert Frouin, proche de Leroux, notamment lors des séances parfois houleuses du Congrès où il est porte-parole du groupe RPCR. C'est lui aussi qui organise le 4 septembre 2000 le congrès extraordinaire du RPCR à Nouméa pour appeler Jacques Lafleur à ne pas démissionner de ses mandats électifs comme il avait l'intention de le faire à l'époque à la suite d'une condamnation judiciaire. On le considère alors volontiers comme un des grognards du député et homme fort du Territoire, se faisant remarquer par ses éclats et ses répliques acérées. Pourtant,  alors qu'il apparait de plus en plus comme le plus probable successeur de Jacques Lafleur lorsque celui-ci se retirera, c'est précisément à ce moment qu'il est désavoué par ce dernier et par son parti.

## L'entrée en dissidence
En février 2001, la commission d'investiture du RPCR désigne  comme tête de liste pour les municipales à Païta Ronald Martin, le prédécesseur et cousin d'Harold Martin. Harold Martin rejette cette désignation et se présente à sa propre succession.
Jacques Lafleur réagit rapidement en menaçant d'exclusion son ancien protégé. Celui-ci maintient sa candidature : la menace d'exclusion est mise à exécution à quelques semaines de l'élection, le 28 février 2001.
Harold Martin est finalement réélu dès le 1er tour le 11 mars 2001 avec 53,83 % des suffrages (2 271 voix, il avait aussi été élu au 1er tour en 1995 avec 54,7 %, mais il était alors à la tête de la seule liste RPCR) et 24 sièges sur 29, contre seulement 20,54 % (867 suffrages) et 3 élus à la liste officielle du RPCR de Ronald Martin.
Si le RPCR obtient alors un franc succès lors de ces élections sur l'ensemble du territoire, gagnant ainsi le fief traditionnel anti-Lafleur de Bourail et la commune indépendantiste de Poya, les municipales de Païta font office d'un véritable séisme politique. Pour beaucoup, décider de ne pas réinvestir Harold Martin pour la mairie de cette commune fut la première grosse erreur de stratégie politique de Jacques Lafleur et certains de ses opposants y ont vu la volonté d'un homme accroché au pouvoir d'éliminer un homme dont l'ambition commençait à le gêner. Pour Lafleur et ses partisans, c'est Harold Martin seul qui s'est exclu de fait du RPCR par une ambition qu'il compare à une sorte d'arrivisme. 
Quoi qu'il en soit, la victoire d'Harold Martin n'arrange pas ses relations avec les instances dirigeantes du parti : le maire est ainsi convoqué devant le directoire du mouvement qui l'exclut définitivement le 22 mars 2001. Harold Martin n'est pas réélu président de la Commission permanente du Congrès lors du renouvellement de la composition des commissions le 7 juin 2001.
Toutefois, pendant un temps, Harold Martin n'accepte pas cette sanction : il saisit les tribunaux pour faire annuler cette décision et mène une campagne active auprès des sections du RPCR pour que la question de son litige avec les dirigeants du parti soit tranchée par un vote des militants. Il se rapproche alors d'un autre ancien proche du Rassemblement, propriétaire de l'hôtel et du restaurant du Kuendu Beach à Nouville, Henri Morini, entré lui aussi en conflit avec les instances dirigeantes du RPCR. Enfin, venu participer au Congrès du Rassemblement tenu à Bourail le 23 juin 2001, il est refoulé, lui et ses militants, à l'entrée de la salle des sports où se tenait l'assemblée, qui a plébiscité alors une nouvelle fois Jacques Lafleur. D'un autre côté, Harold Martin ne se défait pas encore du RPCR : il vote  en faveur des listes établies par ce dernier pour la constitution du bureau et des commissions du Congrès et pour celle du gouvernement ; il apporte aussi son soutien à la candidature de Simon Loueckhote aux élections sénatoriales en septembre 2001. Et s'il décide le 17 décembre 2001 avec ses deux principaux soutiens au sein du groupe RPCR-FCCI au Congrès, Philippe Michel et Sosimo Malalua, de ne plus suivre les directives officielles du parti lors des votes au Congrès, il renouvelle sa demande aux instances dirigeantes du parti pour être réincorporé au sein du mouvement au début de 2002 et apporte son soutien aux candidats du Rassemblement aux législatives de juin 2002.
Mais parallèlement à cette insistance pour redevenir membre du RPCR, Harold Martin cache de moins en moins son opposition à Jacques Lafleur et à ses fidèles tandis que certains membres du Rassemblement se rapprochent de lui, comme le maire de La Foa Philippe Gomès ou encore celui du Mont-Dore Réginald Bernut. Finalement, il se lie avec son rival passé, Didier Leroux, dissident de longue date du Rassemblement, et décide de former avec lui en mars 2004 une liste commune pour les provinciales de mai. C'est le premier pas vers la constitution de la liste Avenir ensemble.

## L'un des ténors de l'Avenir ensemble au pouvoir

### Retour à la présidence du Congrès
Après les provinciales de mai 2004, il est réélu membre de l'Assemblée de la Province Sud (où la liste Avenir ensemble est arrivée en tête avec 19 sièges, devançant ainsi le Rassemblement et ses 16 élus) et du Congrès (où l'Avenir ensemble, avec 16 sièges, fait jeu égal avec le RPCR). Il est présenté par l'Avenir ensemble face à Jean Lèques pour devenir président de l'assemblée délibérante territoriale, et reçoit alors, outre les voix des 16 membres de son groupe et celle de l'unique élu du LKS (petit parti indépendantiste dont une des membres, Christiane Gambey, s'est fait élire sur la liste de l'Avenir ensemble), Nidoïsh Naisseline, le soutien plutôt inattendu des 4 FN et des 7 élus de l'Union calédonienne : il est donc élu avec 28 voix sur 54 contre 17 à Jean Lèques et 9 abstentions (les 8 de l'UNI-FLNKS et un dissident de l'UC). Par la suite, de 2004 à 2007, il est réélu tous les ans mais à chaque fois au 3e tour de scrutin et à la majorité relative de 22 voix (16 Avenir ensemble, 1 LKS, 4 FN et 1 dissidente du groupe Rassemblement-UMP: Suzie Vigouroux).

### Président de l'Avenir ensemble
Ensuite, l'Avenir ensemble se constitue en parti politique lors du congrès fondateur du Kuendu Beach à Nouville à Nouméa le 28 août 2004 et Harold Martin en est élu président le 1er octobre, par 1 565 voix contre 92 bulletins blancs et 9 nuls. Il est réélu lors du 3e Congrès du parti tenu à la salle Venezia du Nouvata Park Hotel de l'Anse Vata à Nouméa le 30 septembre 2006 par 2451 voix sur 2587 votants (il était alors, une nouvelle fois, le seul candidat). Malgré son alliance politique avec Didier Leroux, délégué régional de l'UDF en Nouvelle-Calédonie, Harold Martin est resté membre de l'UMP et est profondément sarkozyste.

### Tentative manquée de rapprochement avec Pierre Frogier
À l'approche des échéances électorales de 2007, Nicolas Sarkozy fait tout pour réconcilier les deux « frères ennemis » de l'UMP locale, Harold Martin et Pierre Frogier (président du Rassemblement-UMP). Nicolas Sarkozy a ainsi profité de la présence des deux hommes à la convention nationale pour l'Outre-mer du parti pour organiser une rencontre sous la médiation de son directeur de cabinet Frédéric Lefebvre à la terrasse d'un café parisien, le 12 juillet 2006. Toutefois, cette rencontre, surnommée par les médias locaux « le coup du Sandwich » (car le déjeuner entre les deux hommes s'est fait autour d'un sandwich, le terme de « coup » signifiant surtout qu'il a alors pris par surprise les militants et cadres dirigeants des deux partis, et notamment au sein de l'Avenir ensemble), n'a permis que d'établir une chose: le soutien des deux hommes à Nicolas Sarkozy pour les présidentielles. Et lors des législatives, Harold Martin a été le candidat de l'Avenir ensemble dans la 2e circonscription face à Pierre Frogier. Il est arrivé en troisième position, avec 22,4 % des suffrages, au 1er tour, assez loin derrière Pierre Frogier et l'indépendantiste du FLNKS-UC Charles Pidjot. Pour le second tour, il a appelé à voter pour le député sortant en tant que candidat anti-indépendantiste le mieux placé, et Pierre Frogier a ainsi été réélu.

### Président du gouvernement
À la suite de ce scrutin, et devant la forte volonté du nouveau président de la République de réconcilier les deux « frères ennemis » sarkozystes calédoniens, Pierre Frogier et Harold Martin trouvent finalement un accord qu'ils réussissent à faire accepter par leurs formations respectives. Cet « accord-cadre », signé par les deux partis le 31 juillet 2007, prévoit notamment de soutenir la candidature de Pierre Frogier à la présidence du Congrès, ce qui est chose faite le 31 juillet 2007, et de présenter une liste commune pour l'élection du sixième gouvernement de Nouvelle-Calédonie le 6 août 2007. Ce dernier comprend alors 11 membres dont 8 anti-indépendantistes (4 Avenir ensemble et 4 Rassemblement-UMP) et 3 indépendantistes (2 de l'UNI et 1 pour l'Union calédonienne). Harold Martin en est alors facilement élu président le 7 août, mais il ne dirige qu'un exécutif provisoire devant se contenter de gérer les affaires courantes au moins jusqu'au 21 août et réduit à ses seuls membres anti-indépendantistes, les élus FLNKS ayant démissionné ainsi que leurs suivants de liste afin de protester contre la comptabilisation comme bulletin nul d'un de leurs suffrages qui s'était collé à un bulletin blanc.
Le 21 août 2007, le nouveau gouvernement est élu par le Congrès. Faisant cette fois-ci le plein de leurs voix, les indépendantistes obtiennent un élu de plus, soit 4 sur 11, laissant toutefois une large majorité à la liste Avenir ensemble-Rassemblement menée par Harold Martin (qui obtient 35 voix, comme lors du scrutin du 6 août, soit 7 membres). Harold Martin reste donc président de l'exécutif, avec en plus la charge du secteur des Mines et de la Fiscalité. Il sera ainsi directement chargé des deux dossiers épineux des usines du nord et du sud, qui semblent désormais se débloquer lentement. Le groupe anglo-suisse Xstrata, devenu le principal actionnaire du canadien Falconbridge qui était engagé depuis 1998 dans le cofinancement du projet d'usine à Koniambo dans le nord avec la Société minière du Sud Pacifique (SMSP), a en effet confirmé en septembre-octobre 2007 qu'elle participerait au projet, ce qui était jusqu'alors assez incertain, et a fixé avec la SMSP comme objectif 2011 pour la mise en service de l'usine.
Sarkoziste convaincu, il a, comme Nicolas Sarkozy, adopté un style d'hyperactivité et a également décidé d'organiser des réunions du gouvernement « décentralisées » dont le premier s'est tenu à Hienghène le 30 octobre 2007. Il a fait également de la lutte pour le pouvoir d'achat des consommateurs, dans une collectivité bénéficiant d'une très bonne conjoncture économique en raison du fort cours du nickel sur les marchés internationaux mais souffrant d'une très forte inflation, une des priorités de son gouvernement. Il a ainsi lancé plusieurs campagnes de ventes subventionnées de produits de consommation de la vie courante en jouant sur la fiscalité indirecte, labellisés « écoprix » : 
- l'« écopain », un pain de 500 grammes à un prix unique de 130 francs CFP (soit 1,09 € environ) lancé le 3 septembre 2007[22],
- l'« écocartable », accord entre le gouvernement et 12 papèteries visant à faire baisser de 5 à 25 % les prix d'une trentaine d'articles scolaires, à la fin du mois de janvier 2008 à quelques semaines de la rentrée scolaire[23],
- l'« écoriz », riz à 100 francs CFP (84 centimes d'euros environ) le kg à partir de la fin du mois de mai 2008[24],
- la suppression de la vignette automobile qui est remplacée à partir de l'année fiscale 2008 par une redevance municipale d'immatriculation[25],
- l'« écocaddie » qui consiste en une baisse de 15 à 20 %, voire 30 %, des prix d'une gamme d'articles de consommation courante de marques connues des néo-calédoniens vendus en grande surface et en épicerie, leur nombre étant initialement fixé à 21 « écoproduits » comprenant notamment des pâtes, aliments en conserve ou surgelés, des produits laitiers, des articles d'hygiène et d'entretien[26] mais la liste ne cessant de s'étendre par la suite et s'établissant au 27 mars 2009 à 43 éléments[27]) à partir du 15 novembre 2009,
- une baisse des tarifs des télécommunications décidées à la mi-décembre 2008 par l'OPT et validées le 3 février 2009, et concernant[28] :
  - internet : baisse de 10 % sur les tarifs de bande passante internationale accordée aux fournisseurs d'accès pour la mise en place d'une « éco-ADSL »,
  - la téléphonie mobile : baisse de 40 % des frais de mise en service des abonnements, la mise en place de bonus de SMS locaux dans tous les forfaits ainsi que du report des crédits non consommés du mois précédent, baisse de 33 % des tarifs des SMS internationaux et de 5 % ou 12,9 % des forfaits horaires existants,
  - la téléphonie fixe : diminution de moitié du coût du service « Mes trois numéros locaux préférés », lancement d'un second tarif préférentiel « Mes trois numéros internationaux préférés », et correction du dispositif d'aide sociale d'accès au téléphone Sociatel Plus « en autorisant l’attribution de comptes Izi et cartes Izi (cartes de cabines téléphoniques) aux bénéficiaires potentiels (bénéficiaires désignés par les DPASS, Direction provinciale de l’action sociale et sanitaire) qui ne seraient pas raccordables au réseau téléphonique »,
  - les professionnels : réduction de 3 à 10 %, selon les formules, des coûts des abonnements réservés aux clients professionnels « Flotte Mobile Entreprise », rabattement de 5 à 56 % des programmes « Liaisons Louées Internationales » et glissement de 25 % des abonnements à l’option « Liaison Multipoint Ethernet de Secours » de l’offre de liaison Celeris Ethernet,
- l'« éco-PC », qui concerne deux modèles d'ordinateurs, l'un portable et l'autre personnel, comportant le minimum souhaitable (connectique correcte, équipement Internet, lecteur-graveur DVD) sans les plus des machines haut-de-gamme (pas de webcam intégrée notamment), et vendus 20 à 25 % moins chers que leurs équivalents non labellisés dans deux magasins d'informatique de Nouméa, lancés le 5 mai 2009[29].

Si ces « écoproduits » connaissent un réel succès, on leur reproche de ne pas être trouvés partout en quantité suffisante (tout en étant pour certains d'entre eux-mêmes plus chers que des produits importés de marques plus connues), voire d'être totalement inaccessibles dans les communes les plus éloignées du Grand Nouméa. Beaucoup d'analystes jugent ces mesures insuffisantes, l'inflation connaissant en 2008 une hausse record depuis 1991 de 3,7 %, dont +1,3 % pour l'alimentaire.

### La crise à l'Avenir ensemble
En tant que chef de l'Avenir ensemble, il doit gérer un parti qui avait fait des législatives un « référendum » pour juger de l'appui de la population à la politique menée depuis 2004 et qui ressort finalement divisé de ce scrutin avec la double candidature dans la 1re circonscription de Philippe Gomès et Didier Leroux mais aussi sur l'attitude à adopter vis-à-vis du grand gagnant des élections, le Rassemblement-UMP. Ainsi, si tous ont accepté l'idée de l'accord-cadre, les dirigeants du parti s'opposent entre les partisans, emmenés par Harold Martin, d'une alliance pragmatique et donc assez forte des anti-indépendantistes, et ceux qui, derrière Philippe Gomès, veulent au contraire se concentrer sur la continuation de l'action politique engagée depuis 2004 et sur le consensus avec les indépendantistes. La rupture entre Martin et Gomès est finalement consommée après les élections municipales de mars 2008 (lors desquelles il obtient un troisième mandat, tout en ratant de peu d'être réélu au 1er tour avec 49,47 % des suffrages puis 63,1 % et 27 sièges sur 33 au second tour), le premier se rapprochant de Didier Leroux dont il soutient la candidature à la présidence du parti tout en se proposant lui-même comme potentielle tête de liste pour les provinciales de 2009 dans le Sud, le second prenant, avec ses partisans, le chemin de la dissidence en ne participant pas au congrès du 21 juin 2008, qui, avec 1 000 personnes présentes et plus de 3 600 votants, permet tout de même de consacrer Leroux comme chef de l'Avenir ensemble et Martin comme tête de liste pour les provinciales de 2009 en Province Sud.

## Un partisan d'un «Pacte de stabilité» anti-indépendantiste

### Échec des provinciales de 2009
Il présente sa liste le 19 avril 2009, le dernier jour du dépôt officiel de candidature, après avoir négocié jusqu'à la dernière minute pour rallier à sa formation d'autres partis loyalistes. C'est finalement le LMD du sénateur Simon Loueckhote qui s'associe à lui, obtenant les cinquième et septième places et l'ajout du nom de son mouvement dans l'appellation de la liste. Le MCF, réunissant des dissidents du FN local, y est également représenté à la 16e place à travers son élue sortante Marie-Josée Gomez. Menant la campagne à trois avec Didier Leroux et Simon Loueckhote, le trio s'attaque tout particulièrement à Philippe Gomès en l'accusant de vouloir s'allier après les élections avec les indépendantistes pour obtenir la majorité, en critiquant sa politique jugée trop dispendieuse en province Sud et en lui reprochant de s'attribuer la paternité du programme de l'Avenir ensemble en 2004 alors que, pour Harold Martin, ce dernier est véritablement né de son rapprochement avec Didier Leroux tandis que Philippe Gomès, surnommé « L'homme de minuit moins le quart » par le président sortant du gouvernement, ne serait arrivé qu'à la dernière minute. Le programme de la liste quant à lui s'articule autour de trois axes majeurs : « une solution négociée et partagée de sortie de l’accord de Nouméa » et proposée « dès le lendemain des élections et ne pas attendre 2014 », et s'oppose ainsi, à l'instar de Calédonie ensemble de Philippe Gomès et du RPC de Jacques Lafleur, au « référendum couperet » défendu par le Rassemblement-UMP de Pierre Frogier ; la lutte contre la vie chère, en continuant sa politique des « éco-produits » (notamment le projet « sacs ados » qui aideraient les projets de vacances autonomes des adolescents) mais aussi par la création d'organismes de régulation des prix, la suppression de la taxe provinciale téléphonique qui réduirait de moitié la facture des ménages, l'instauration d'un minimum vieillesse à 80 000 francs CFP (670,4 euros) et d'un prêt à taux zéro pour faciliter l'accession à la propriété ; la stabilité des institutions en craignant un éparpillement de l'électorat loyaliste du fait de la division du camp anti-indépendantiste et en brandissant le spectre d'une « situation à la Polynésienne » (faute de majorité stable, dix gouvernements se sont succédé depuis 2004 en Polynésie française) et d'un basculement du Congrès dans les mains des indépendantistes minoritaires, il défend ainsi l'accord-cadre signé avec le Rassemblement-UMP en 2007, met en avant le fait que sa liste est la seule à réunir deux signataires de l'Accord de Nouméa (lui et Simon Loueckhote) et plusieurs partis, et lance, quatre jours avant le scrutin, un appel en faveur d'un « pacte de stabilité » qui serait établi après les élections entre toutes les formations favorables au maintien de la Nouvelle-Calédonie dans la République sur la base du « refus de toute coalition avec les indépendantistes », mais aussi « le respect de l’accord de Nouméa et la garantie de dialogue avec le partenaire indépendantiste » ainsi que l'ouverture des discussions pour « une nouvelle solution négociée et partagée entre les Calédoniens » sous l'égide du président de la République Nicolas Sarkozy à l'occasion de sa visite programmée dans l'archipel en juillet 2009.
Le 10 mai 2009, malgré une campagne numérique active qui pour la première fois joue un rôle important dans une élection néo-calédonienne (s'appuyant pour ce faire sur l'avance dans ce domaine de Simon Loueckhote, seul élu néo-calédonien à disposer d'un blog mis à jour régulièrement et à disposer d'un compte sur le réseau social planétaire Facebook, organisant même une « soirée Facebook » le 4 mai, tandis que la liste reçoit le soutien officiel de la principale figure de la blogosphère locale, Franck Theriaux de Calédosphère), la liste Avenir ensemble-LMD n'obtient que 16,33 % des suffrages exprimés et la troisième place, loin derrière le Rassemblement-UMP (28,54 %) et Calédonie ensemble (23,6 %).

### Président du Congrès pour la troisième fois
Après le scrutin, aucun parti n'obtenant de majorité évidente et stable, Pierre Frogier et le Rassemblement-UMP, arrivés en tête, reprennent son idée de « pacte de stabilité » sous le nom de « Rassemblement républicain » qui serait basé sur un « accord de gouvernement ». Et si Harold Martin déclare tout d'abord être mis à l'écart avec son parti des discussions et craindre la mise en place d'un « accord-cadre » à deux entre les deux autres principales formations loyalistes, Calédonie ensemble et Rassemblement-UMP, il apporte son soutien le 15 mai 2009 à Pierre Frogier pour l'élection du président de la Province Sud (et cela même si l'Avenir ensemble n'obtient en contrepartie aucune des trois vice-présidences qui reviennent respectivement au Rassemblement-UMP Éric Gay et aux Calédonie ensemble Philippe Michel et Sonia Lagarde) et obtient en échange la semaine suivante la présidence du Congrès. Il est élu le 22 mai 2009 avec une très nette majorité absolue du fait du soutien de l'ensemble des élus anti-indépendantistes, soit 31 voix (13 Rassemblement-UMP, 10 Calédonie ensemble, 5 Avenir ensemble, 2 RPC et 1 LMD) sur 54, contre 20 (9 UC, 8 Palika, 1 RDO, 1 UC Renouveau et 1 LKS) au candidat commun du FLNKS Rock Wamytan et 3 à la travailliste Rose Vaialimoa.
Par la suite, il se rapproche du Rassemblement-UMP et s'éloigne encore plus de Calédonie ensemble. Il soutient notamment les propositions faites par Pierre Frogier durant la saison chaude 2009-2010, et qui causent alors un débat important au sein de la classe politique et de la population néo-calédonienne. La première concerne l'avenir et l'équilibre institutionnel de l'archipel, le président de la province Sud avançant en octobre 2009 à la fois l'idée de définir une solution institutionnelle claire comme alternative à l'indépendance pour le référendum d'autodétermination, dont il défend toujours l'organisation dès 2014, et « qui mènerait le pays aux confins de l’autonomie » en choisissant « librement » de laisser à la République l’exercice des compétences régaliennes, ainsi que la proposition de transformer le « Rassemblement républicain » (désormais appelé « Entente républicaine ») en une « nouvelle force politique » (notamment pour discuter avec les indépendantistes de cette issue institutionnelle) et d'étendre le « modèle néo-calédonien » à l'ensemble de l'outre-mer français. Harold Martin soutient activement cette démarche, estimant dans un communiqué de presse être avec son parti « sur la même longueur d'onde » que le Rassemblement-UMP et favorable au fait de « renforcer l'action de l'entente républicaine  », et que « la clé de la sortie de l'accord, c'est bien la question des compétences régaliennes, et je salue Pierre Frogier de l'avoir dit en clair ». Afin de symboliser cette bonne entente, il va notamment porter le 27 décembre 2010 dans son conseil municipal de Païta un élu du Rassemblement-UMP, Gérard Yamamoto (qui jusque-là était dans l'opposition), au poste de 9e adjoint au maire en remplacement d'Alain Luiggi (démissionnaire car retourné vivre en France métropolitaine). Ce rapprochement provoque toutefois le 29 octobre 2009 le départ de l'Avenir ensemble de son allié Didier Leroux, qui avait déjà quitté la présidence du mouvement en juillet précédent (il reste néanmoins associé à son groupe au Congrès), critiquant surtout le fait, en tant que représentant local du MoDem de François Bayrou, « qu'Harold Martin s'enthousiasmait à l'idée d'un regroupement sous l'égide de l'UMP ».
Plus tard, Harold Martin applaudit également à la proposition de Pierre Frogier de faire flotter côte-à-côte sur les édifices publics néo-calédoniens le drapeau tricolore et le drapeau indépendantiste dit « Kanaky ». À ce sujet, tout en disant « comprendre » que l'emblème nationaliste kanak puisse encore choquer certains partisans du maintien dans la France et en réaffirmant sa volonté d'engager rapidement des négociations pour préparer l'« après-accord », il déclare que : « Par cette proposition du drapeau, Pierre Frogier crée les conditions du dialogue et de la discussion avec les indépendantistes. C’est un gage d’ouverture posé sur la table des négociations. Je salue donc cette initiative. Quand il s’agit de l’avenir de la Nouvelle-Calédonie, de l’intérêt général, alors il faut faire abstraction de son intérêt personnel, mettre de côté les postures politiciennes, partisanes ou boutiquières ». Il critique également l'attitude de Philippe Gomès et Calédonie ensemble, qui eux ont fermement pris position contre la « solution des deux drapeaux » et militent plutôt pour adopter un signe identitaire commun à l'ensemble des Néo-calédoniens. Quoi qu'il en soit, le Congrès, sous sa présidence, émet le 13 juillet 2010 le « vœu [non contraignant sur un plan juridique] que soient arborés, ensemble, en Nouvelle-Calédonie, le drapeau dont la description est annexée et le drapeau national ». Et Harold Martin fait lever les deux étendards sur la façade du siège du Congrès le 27 août 2010.
D'autre part, les tensions entre Harold Martin et Philippe Gomès se ravivent rapidement. Lors du renouvellement du bureau du Congrès le 13 juillet 2010 (jour même du vote du vœu sur les drapeaux), Harold Martin n'obtient plus que les voix des membres des groupes Rassemblement-UMP (13 élus) et Avenir ensemble-LMD (6 conseillers) à quoi s'ajoute celle du RPC Jean-Luc Régent, soit au total 20 votes (le même nombre que ce que le candidat FLNKS en 2009 avait obtenu). Les 10 représentants de Calédonie ensemble et Nathalie Brizard du RPC choisissent pour leur part de voter blanc. Pour autant, les indépendantistes sont tout autant divisés : si une seule candidate pour ce camp est présente, l'UC Caroline Machoro, elle ne réunit pour sa part que 17 suffrages (les 12 de son groupe FLNKS, les 4 travaillistes et encore une fois Nidoïsh Naisseline du LKS) car les 6 élus UNI choisissent aussi les bulletins blancs. Harold Martin n'est donc réélu qu'à la majorité relative, au troisième tour de scrutin, pour un mandat d'un an.
Après la chute du gouvernement Gomès du fait de la démission en bloc le 17 février 2011 des membres de la liste FLNKS (dominée par l'UC) pour marquer leurs différends avec le président Philippe Gomès sur la question des drapeaux, Harold Martin critique le chef de l'exécutif sortant et sa stratégie pour obtenir de nouvelles élections provinciales. Il affirme ainsi dans un entretien paru dans le quotidien local Les Nouvelles calédoniennes le 25 février 2011 : « Philippe Gomès est seul responsable de ce qui lui arrive. Il représente dix élus sur cinquante-quatre et, à ce titre, doit sa nomination à la présidence du gouvernement à l’entente républicaine qui avait été conclue. Or, il s’est comporté comme un président majoritaire. Il a torpillé cette entente à plusieurs reprises. En s’opposant au choix des deux drapeaux, il a cherché les ennuis d’abord avec Pierre Frogier, mais surtout avec l’Union calédonienne. Entre-temps, il avait tenté de me débarquer de la présidence du Congrès, et les deux vice-présidents qui le représentent à la province Sud n’ont pas voté le budget 2011. [...] Il était donc inéluctable que son gouvernement soit démis ». Et concernant la menace de Philippe Gomès de provoquer des démissions en chaînes des futurs gouvernements pour pousser l'État à dissoudre le Congrès et provoquer de nouvelles élections, il estime que : « Le Congrès ne peut être dissout que par décret motivé en conseil des ministres, c’est-à-dire par Nicolas Sarkozy. Et à la seule condition qu’il soit empêché de fonctionner. Le Congrès continuera de fonctionner », et que : « C’est la crise d’un homme pour un poste. J’observe que c’est la première fois que ça arrive, et je pense que ça tient au fait que Philippe Gomès n’est signataire ni des accords de Matignon ni de celui de Nouméa. Les signataires ont toujours fini par s’entendre ».

### Retour à la présidence du gouvernement
En vue de l'élection du nouveau gouvernement le 3 mars 2011, Harold Martin est choisi pour mener la liste commune présentée par les groupes Rassemblement-UMP et Avenir ensemble-LMD. Le jour du scrutin, elle réunit les 19 voix de ces 2 formations, contre 16 à celle du groupe FLNKS (associé au Parti travailliste), 12 à Calédonie ensemble (qui a obtenu en plus des siens les votes de Nathalie Brizard et Jean-Luc Régent) et 7 à l'UNI. La liste Martin obtient ainsi 4 sièges sur 11 au sein de ce nouvel exécutif, soit autant que le FLNKS, le double de Calédonie ensemble et le quadruple de l'UNI. Le gouvernement est convoqué dans la foulée de son élection par le Haut-commissaire et élit immédiatement Harold Martin à sa présidence par 8 suffrages (ceux de sa liste et du FLNKS tendance UC) contre 3 abstentions. Cependant, comme prévu, la totalité des candidats de Calédonie ensemble démissionnent, à l'exception néanmoins de Philippe Gomès lui-même qui souhaite porter la voix de son mouvement au sein de l'exécutif. Comme le second siège obtenu par cette dernière formation ne peut être remplacé, le gouvernement Martin III est démissionnaire de fait le jour même de son entrée en fonction et à son tour condamné à gérer les affaires courantes en attendant l'élection de son successeur dans un délai de deux semaines.
Le 11 mars suivant, et alors que Calédonie ensemble s'y opposait, ce gouvernement opère la répartition des secteurs, avec une nouveauté : ils sont réunis en 9 « pôles de compétence » au sein desquels sont regroupés des membres indépendantistes et anti-indépendantistes afin de prendre toutes les décisions en commun. Harold Martin obtient ainsi l'animation et le contrôle du Transport aérien international, des Douanes, de l'Agriculture, de l'Élevage et de la Pêche. Il est également chargé de la Coopération régionale et des relations extérieures conjointement avec Georges Mandaoué (Parti travailliste) jusqu'au 6 avril 2011 puis avec son vice-président Gilbert Tyuienon (FLNKS-UC), ainsi que de la coordination de la politique du gouvernement avec les Provinces et du suivi des décisions du Comité des signataires aux côtés de Gilbert Tyuienon à nouveau, de Jean-Claude Briault (Rassemblement-UMP) et Déwé Gorodey (FLNKS-UNI-Palika). Il fait ainsi partie des « pôles » de l'aménagement du territoire, de l'économique et social, des relations extérieures et des relations intercollectivités.
Le même scénario a lieu lors de la désignation de l'exécutif suivant le 17 mars 2011, à ceci prêt que les quatre listes n'obtiennent pas autant de voix que deux semaines auparavant. Notamment, les candidats du Rassemblement-UMP - Avenir ensemble-LMD a récolté 16 voix sur 54, soit 3 de moins que le 3 mars précédent, au profit de Calédonie ensemble : il s'agit des deux élus du LMD (le sénateur Simon Loueckhote et Pascale Doniguian-Panchou) et d'une membre de l'Avenir ensemble (Corine David). Par conséquent, Harold Martin reste le seul représentant de son parti au sein du gouvernement, Calédonie ensemble gagne un siège supplémentaire, tandis que le rapport de force entre les autres partis reste le même. Harold Martin est toutefois confirmé à la présidence du gouvernement (par 7 voix pour et 3 bulletins blancs) qui est une nouvelle fois démissionnaire de plein droit, avec cette fois le départ de Philippe Gomès et de l'ensemble de ses suivants de liste (les deux autres membres Calédonie ensemble, Philippe Dunoyer et Hélène Iekawé, restent pour leur part en place). Le 22 mars suivant, les secteurs sont à nouveau attribués, Harold Martin conservant les mêmes domaines de contrôle et d'animation que précédemment. Il en est de même le 6 avril, avec en plus la charge de coordonner avec Gilbert Tyuienon le suivi des Transferts de compétences dans leur ensemble.
Le 1er avril 2011 ont lieu l'un à la suite de l'autre l'élection du 4e gouvernement en un mois (au sein duquel, grâce au retour de la voix de Simon Loueckhote, la liste Rassemblement-UMP - Avenir ensemble-LMD retrouve 4 sièges sur 11, et dont Harold Martin obtient une nouvelle fois la présidence) et du président du Congrès (contestée par Calédonie ensemble). Bien qu'une démission groupée au sein de la liste Calédonie ensemble a lieu à nouveau, l'annonce de la chute de l'exécutif n'est cette fois-ci pas annoncer au Congrès tandis que les trois partis maintenus dans l'« Entente républicaine » et l'UC s'allient pour porter à la présidence de l'assemblée territoriale l'indépendantiste Rock Wamytan. Une fois celui-ci arrivé au perchoir, il fait mettre aux voix du Congrès une délibération demandant une révision de la loi organique afin de limiter la possibilité de faire chuter un gouvernement par la démission en bloc, ainsi qu'un vœu pour « surseoir » à toute nouvelle séance d'un nouvel exécutif tant que cette réforme n'aura pas été actée par le Parlement national. Après plusieurs mois de consultations politiques avec les responsables d'institutions et de partis (dont Harold Martin) par le Haut-commissaire Albert Dupuy, la ministre de l'Outre-mer Marie-Luce Penchard et le Premier ministre François Fillon, un avant-projet de réforme de l'article 121 de la loi organique de 1999 est présenté (fixant notamment un délai de dix-huit mois à compter de la dernière démission d’office pendant lequel la démission d’un nombre minoritaire de membres du gouvernement n’entraîne plus celle du gouvernement), obtenant un avis favorable du Congrès le 6 mai 2011 et étant adopté par le conseil des ministres le 25 mai suivant, pour être présenté rapidement au Parlement. À la suite de ce qui apparaît comme un déblocage de la situation, l'élection du nouveau gouvernement est organisée le 10 juin 2011, avec les mêmes résultats que le 1er avril : Harold Martin, qui mène une nouvelle fois une liste commune Rassemblement-UMP - Avenir ensemble - LMD, est reconduit à la présidence, tandis que pour la première fois en trois mois aucune démission n'est présentée le jour même de la constitution de l'exécutif par tout ou partie des membres de Calédonie ensemble.
Comme ce fut le cas lors de son précédent passage à la présidence du gouvernement de 2007 à 2009, les premiers mois de son retour à la tête de l'exécutif local sont marquées (en dehors de l'instabilité institutionnelle) par une intensification du débat social sur la vie chère, avec plusieurs marches organisées dans tout l'archipel par une intersyndicale menée par l'USOENC (entre 9 000, selon la police, et 15 000 personnes, pour les organisateurs, à Nouméa le 17 mai 2011, puis entre 1 500 et 7 000 manifestants à Koné le lendemain). Le gouvernement, chargé jusqu'au 10 juin 2011 d'expédier uniquement les affaires courantes, obtient le 12 mai des organisations patronales et de la grande distribution quelque 80 propositions dans une quinzaine de secteurs de l’économie, dont l’abandon de marges sur 25 produits de toute première nécessité (huile, margarine, lait, eau, biscuits, pâtes, riz, cassoulet, thon, lessive, conserves de viande etc.), et promet d'avancer un premier plan de mesures d'urgences pour la mi-juin. Cela prend la forme, le 21 juin 2011, de l'adoption par le gouvernement de trois projets de délibérations : un premier portant réforme globale de la fiscalité (avec surtout la mise en place d'une TVA en remplacement des taxes existantes), un deuxième relatif au blocage des loyers des locaux à usage d'habitation (pour une période d'un an à compter de la date d'entrée en vigueur de ce texte, suivi ensuite d'une limitation à 2 % de la majoration des loyers) et un troisième portant création d'un fonds de garantie pour le développement des terres coutumières (financé par une contribution de l'État et administré par un comité de gestion, il doit intervenir sous forme de garanties d’emprunts susceptibles d’être accordées à toute personne physique ou morale porteuse d’un projet de développement économique, social, culturel ou environnemental sur terres coutumières). Dans le même temps, il prévoit de conforter par une loi du pays le monopole de l'OCEF sur les importations de viande et d'abats (remis en question par le tribunal administratif de Nouméa, saisi par un importateur concurrent, en mars 2010), tandis que des quotas à l'importation sur certains produits sont levés (notamment pour le Nutella).
Mais certaines avancées concrètes sont régulièrement freinées par le contexte politique local. Ainsi un report sine die de la mise en place de la TGA, initialement prévue au 1er janvier 2013, est voté le 13 novembre 2012 par le Congrès par les voix conjointes du Rassemblement-UMP (qui a désormais posé ce que les médias locaux ont appelé un « préalable fiscal » à cette application, demandant auparavant une révision de la clé de répartition interprovinciale) et de Calédonie ensemble (qui s'est toujours opposé à cette taxe) ainsi que des autres formations anti-indépendantistes. Des accusations réciproques d'inaction sur le sujet de la vie chère ou de récupérations politiques sont régulièrement lancées entre le gouvernement de Harold Martin, le Congrès - où deux commissions spéciales ont été créées pour négocier des propositions avec les syndicats d'une part et le patronat de l'autre, sous la présidence de Rock Wamytan - et les parlementaires - surtout les députés issus à partir de 2012 de Calédonie ensemble, Sonia Lagarde et Philippe Gomès. Le 13 mai 2013, à deux jours du lancement d'une nouvelle grève générale et de manifestations par l'intersyndicale contre la vie chère, Harold Martin, Sonia Backès et Anthony Lecren annoncent une série de propositions notamment de réforme de la fiscalité directe afin d'augmenter le pouvoir d'achat des classes moyennes, notamment par la révision des tranches de l'impôt sur le revenu des personnes physiques (IRPP, les plafonds supérieurs des deuxièmes, troisièmes et quatrièmes premières tranches étant élevés respectivement à 2 millions de revenus annuels au lieu de 1,8 million, à 3,4 millions au lieu de 3 millions et à 7,4 millions au lieu de 4,5 millions), la suppression de certaines niches fiscales ou une taxation des dividendes. Dans le même temps, Harold Martin attaque le Congrès, affirmant vouloir : « redire quelques bonnes vérités sur la vie chère. Il faut que les Calédoniens sachent bien que la lutte contre la vie chère est verrouillée par l'Intersyndicale vie chère ainsi que par Calédonie ensemble. Tout doit être discuté par la commission vie chère au Congrès, le gouvernement attend que des instructions lui soient données ». De même, il affirme que l'exécutif local attend que « la commission spéciale en charge de la réforme fiscale [au Congrès, présidée par Caroline Machoro de l'UC]passe commande au gouvernement », en précisant qu'elle « poursuit ses travaux jusqu’en juin » 2013. Ces projets de réforme fiscal, notamment des tranches de l'IRPP, est attaqué par la présidente de la commission spéciale pour la réforme fiscale au Congrès, Caroline Machoro, qui les estime « irresponsables » et affirmant qu'elle « ne voit pas pourquoi on redonnerait du pouvoir d’achat à ceux qui en ont déjà alors qu’on ne fait rien pour les plus défavorisés », ainsi que par Calédonie ensemble. Des attaques auxquelles Harold Martin ainsi que Sonia Backès répondent à leur tour assez vivement, président du gouvernement déclarant après avoir rappelé les points de la révision lors d'un point presse : « Donc dire que la réforme ne bénéficiera qu’aux plus riches des foyers imposables, c’est n’importe quoi. On ne peut tout de même pas dire qu’on fait partie des classes aisées lorsqu’on gagne 160 000 francs par mois ».
Après dix jours de grèves générales, de blocage du port autonome, des principaux hypermarchés, de certains axes routiers et de nombreuses perturbations des vols de la compagnie domestique Air Calédonie, un protocole d'accord est finalement signé le 27 mai 2013, après 27 heures de négociations menées entre les représentants des différentes institutions - dont Harold Martin -, des partis politiques représentés au Congrès - à l'exception du Parti travailliste -, de l'Intersyndicale et du patronat, sous l'égide du Haut-commissaire Jean-Jacques Brot. Celui-ci se porte garant de l'application de ce protocole, qui prévoit surtout de nombreuses mesures d'urgences à effet immédiat et au moins jusqu'au 31 décembre 2014 (baisse de 10 % sur 300 produits alimentaires et d'hygiène et sur 200 produits non alimentaires, l'extension du contrôle et de la limitation des marges arrière à l'ensemble des produits qui bénéficient d'une exonération totale de droits et taxes à l'importation, gel des prix de l'ensemble des produits et services hors alcools, tabacs ainsi que boissons et produits sucrés, mise en place par le gouvernement d'un dispositif permettant aux consommateurs d'alerter les services de la Nouvelle-Calédonie de tout non-respect de ces mesures, baisse des tarifs de différents services de l'OPT), l'envoi accéléré de certains textes pour être examinés au Congrès (dont surtout un projet de délibération créant un Observatoire des prix et des marges, lié à un site internet, d'ici à juin 2013, un autre obligeant le double étiquetage pour les fruits et légumes devant être présenté au gouvernement en juillet 2013, ainsi qu'un projet de loi du pays mettant en place un ticket restaurant pris en charge essentiellement par l'entreprise d'ici à septembre 2013, et enfin la mise en place avant le 31 décembre 2013 d'un crédit d'impôt ou d'une aide directe et d'une mensualisation pour l’acquisition de panneaux photovoltaïques, de mini-éoliennes, et de récupérateurs d’eau pour les particuliers, avec la fixation d'un prix de rachat de l'électricité), la mise en place finalement de la TGA au 1er juillet 2014, l'extension au transport maritime inter-île du dispositif « Continuité pays » déjà mis en place au début de l'année 2012 pour aider les habitants des îles à payer les billets d'avion ou la préparation d'ici au 1er janvier 2014 d'une réforme des fiscalités directes et minières. D'autres mesures sont à la charge des provinces ou des structures intercommunales de la ville (prise en charge forfaitaire des coûts de transport du fret hors du Grand Nouméa afin d'assurer un niveau de prix en Brousse et aux Îles par rapport similaire à celui de l'agglomération nouméenne, la mise en place d'un billet unique sur les deux réseaux de transports urbains Karuïa/CarSud), ou consistent à une application rapide de lois nationales (à savoir sur la réduction et l'encadrement des frais bancaires prévus par la loi du 20 novembre 2012 relative à la régulation économique d’Outre-mer, dite loi Lurel).
Le 8 mai 2017, il est exclu du parti Les Républicains à la suite des nombreuses critiques envers sa non investiture, par le parti, dans la seconde circonscription de Nouvelle-Calédonie dans les cadres des élections législatives de 2017. Il se voit également reproché d'avoir apporté son soutien à Marine Le Pen pour le deuxième tour de l'élection présidentielle française de 2017

## Affaires judiciaires

### L'affaire de la 3G
Le 6 octobre 2011, Harold Martin est mis en examen et placé sous contrôle judiciaire pour prise illégale d'intérêts, favoritisme et complicité avec l'investisseur Jean-Marc Bruel pour l'affaire dite de la « 3G ». La justice le soupçonne d'avoir fait pression, en sa qualité de président du conseil d'administration de l'OPT, en faveur de la candidature de Jean-Marc Bruel pour obtenir le marché de la défiscalisation de la 3G en Nouvelle-Calédonie. Le pourvoi en cassation contre cette mise en examen est rejeté le 26 août 2012.
Le 9 novembre 2015, Harold Martin est reconnu, par la chambre correctionnelle du tribunal de première instance de Nouméa, coupable des faits de favoritisme et de prise illégale d'intérêt et condamné à 2 ans de prison dont 1 avec sursis, ainsi qu'à 5 ans d'inéligibilité . Le jugement  condamne également Jean-Marc Bruel à une peine de 3 ans de prison ferme, assortie d'une amende de 8 949 880 francs CFP (75 000 euros) et d'une interdiction définitive d'exercer dans le domaine de la défiscalisation. En l'absence de Jean-Marc Bruel lors de la lecture du jugement, un mandat d'arrêt est délivré à son encontre, ce qui lui vaut d'être arrêté, puis emprisonné le lendemain à Tahiti . Thierry Granier est condamné à 6 mois de prison avec sursis, assortis d'une amende de 1 million de francs CFP (8 380 euros). Le cabinet Calédonienne d'ingénierie de Jean-Marc Bruel est condamné à 50 millions de francs CFP d’amende (419 000 euros), ainsi qu'à la peine complémentaire de dissolution. Les 4 condamnés doivent également verser, solidairement, 99 millions de francs CFP aux parties civiles (environ 830 000 euros), soit 48,3 millions de francs CFP à l'OPT, 47,7 millions de francs CFP à la Société Générale, 1,5 million de francs CFP à la Fédération des syndicats des fonctionnaires, des agents et ouvriers de la fonction publique de Nouvelle-Calédonie et 1,5 million de francs CFP au Syndicat des fonctionnaires, agents et ouvriers de la fonction publique de l'Office des postes et télécommunications ,.
Le jugement  rappelle « que les faits reprochés à l'intéressé ne portent pas sur un flux financier litigieux, mais sur la manière litigieuse de prendre des décisions ». S'agissant du délit de favoritisme, le jugement relève qu' « Harold Martin est apparu à toutes les étapes du processus d'élaboration de l'appel d'offres et de l'attribution du marché », qu'iI s'est investi « sur la forme, pour faire statuer le conseil d'administration contre la commission d'appel d'offres, pour ne communiquer d'informations qu'à l'un seulement des soumissionnaires et pour ne pas remettre ou tardivement l'information aux administrateurs et experts, et sur le fond, en occultant l'information comme [les notes rédigées par des experts], ou en travestissant l'information, non seulement en créant des prétextes pour susciter le doute sur l'offre » concurrente, mais également par « la présentation mal expliquée de pourcentages, le montage fiscal avec ou sans intégration fiscale et la constitution d'un gage-espèces par l'OPT au profit de la banque prêteuse » et qu' « il découle de ces actes qu'Harold Martin a voulu favoriser le cabinet Calédonienne d'ingénierie de Jean-Marc Bruel ». S'agissant du délit de prise illégale d'intérêt, le jugement relève qu'Harold Martin et Jean-Marc Bruel « entretenaient tous les deux des relations d'affaires privilégiées comme le montre la situation de l'hôtel Rivland à Païta, mais aussi personnelles comme le montre la situation de Marianne Devaud, compagne de Jean-Marc Bruel au moment des faits et femme politique collaboratrice d'Harold Martin » et que « les multiples appels téléphoniques parachèvent de montrer leur proximité et par là leur intérêt commun à l'aboutissement de l'opération frauduleuse ».
Les trois condamnés ont fait appel du jugement de première instance. Lors de l'audience d'appel, qui s'est tenue les 15 et 16 décembre 2016, l'avocat général a relevé qu'« un faisceau d’indices graves et concordants a permis de poursuivre » mais, jugeant « trop lourdes » les peines prononcées en première instance, il n'a requis qu'une amende de 15 millions et 2 ans d'inéligibilité contre Harold Martin, 6 mois de prison avec sursis assortis d'une amende de 20 millions et d'une interdiction d'exercer de 5 ans contre Jean-Marc Bruel, et une amende de 4 millions de francs contre Thierry Granier . L'affaire a été mise en délibéré jusqu'au 28 février 2017 .

### L'affaire de la vente de terrains à Païta
Harold Martin a été mis en examen le 12 avril 2013 pour prise illégale d'intérêts, étant soupçonné, d'une part, d'avoir siégé en avril 2010 à la réunion de la Commission provinciale d'urbanisme commercial (CPUC) qui a avalisé un projet de création de grande surface dans la commune de Païta dont il est le maire, sur un de ses anciens terrains qu'il a lui-même vendu en juin 2007 à trois hommes d'affaires pour 250 millions de francs Pacifique (2,095 millions d'euros) et, d'autre part, d'être intervenu en 2008 pour faire évoluer le projet de plan d'urbanisme directeur (PUD) afin d'autoriser sur ce même terrain la construction de bâtiments commerciaux, via un changement de statut, de zone « réservée à l'habitat" à zone "réservée aux équipements publics et d'intérêts collectifs ». Harold Martin déclare à l'annonce de cette mise en examen : « J'ai un terrain qui m'appartient, à moi et à ma famille depuis 1860. [...] Je décide de le vendre, c'est mon droit le plus absolu. Et je suis coupable, mais coupable de quoi ? » ; et, sur le deuxième motif de mise en examen : « Le juge m'a dit que j'ai fait évoluer le PUD, alors que c'est une compétence provinciale » .

### L'affaire des achats de voix lors des élections municipales de 2014
À la mi-2014, le procureur de la République en Nouvelle-Calédonie charge les services de police judiciaire d'une enquête préliminaire, à la suite du dépôt d'une plainte accusant Harold Martin et son équipe de campagne d’avoir, entre les deux tours des élections municipales de Païta de février 2014, versé des sommes d’argent liquide à plusieurs familles influentes sur Païta, en échange de la promesse de votes . Le 9 septembre 2016, Harold Martin est mis en examen pour « obtention de suffrage par don ou promesses de don » ,, délit passible d'une peine de 2 ans de prison , doublée si le commettant est un agent public , et de 5 ans d'inéligibilité ,. Son premier adjoint, Willy Gatuhau, est également mis en examen pour les mêmes faits ,.
Il est condamné en juin 2019 à deux ans de prison, dont un avec sursis, à cinq ans d’inéligibilité et à 13 000 € d'amende.
L’ancien et l’actuel maire de Païta ont été reconnus coupable par la cour d’appel d’achats de voix aux municipales de 2014.